# Tyrolit

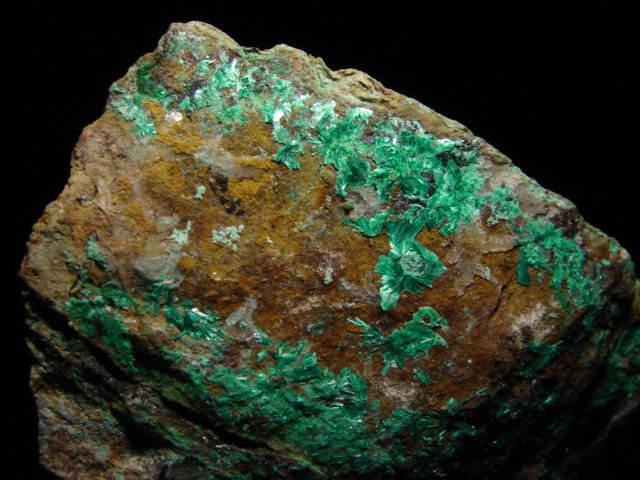
Tyrolit pochodzący ze Słowacji

Tyrolit – minerał z gromady arsenianów. Należy do grupy minerałów rzadko występujących na Ziemi.
Nazwa pochodzi od miejsca odkrycia – Tyrolu w Austrii. Tyrolit odkryto w 1845 roku.

## Charakterystyka

### Właściwości
Zazwyczaj tworzy kryształy o pokroju tabliczkowym, płytkowym.
Występuje w skupieniach blaszkowych, łuskowych, włóknistych, promienistych, ziemistych i groniastych. Tworzy też naskorupienia i naloty. Jest giętki i sprężysty, przeświecający.

### Występowanie
Minerał wtórny, tworzy się w strefie utleniania kruszców miedzi. Najczęściej współwystępuje z takimi minerałami jak: malachit, brochantyt, chryzokola, azuryt.
Miejsca występowania:
- w Austrii – (Styria, Vorarlberg, Tyrol, Dolna Austria, Karyntia, Salzburg),
- Niemczech –  (Badenia-Wirtembergia, Bawaria, Hesja, Dolna Saksonia, Saksonia, Turyngia, Nadrenia-Palatynat),
- w  Bułgarii, Czechach, Irlandii, Kirgistanie, Rosji, Hiszpanii, Szwajcarii, Wielkiej Brytanii, Słowacji, Węgrzech, we Francji i we Włoszech.
- Stanach Zjednoczonych (Arizona, Idaho, Michigan, Nevada, Utah),
- Chile,

- w Polsce: tyrolit występuje niedaleko miejscowości Rędziny k. Czarnowa na Dolnym Śląsku, obok miejscowości Miedzianka (powiat karkonoski) oraz obok miejscowości Miedzianka w województwie świętokrzyskim.

### Zastosowanie
- poszukiwany i ceniony przez kolekcjonerów.